# 臺灣文西Only You
《臺灣文西Only You》（英語：Taiwan Meimei）是香港電視娛樂製作的一套旅遊節目，由羅家英及香港男子跳唱組合MIRROR成員呂爵安主持，朱晉傑旁述，並由何啟智編導，於2019年8月12日首播，共15集。
節目中，兩名主持人遠赴台灣，在認識當地女生、暢談兩代人對愛情看法的同時，亦走訪當地不同的旅遊熱點與情侶約會聖地，親身感受當地的「情場」。
此節目於2022年3月15日逢星期二至六凌晨0時至0時30分重播。

## 名稱由來
據傳媒介紹，節目名稱中的「文西」及「Only You」二字皆出自主持人之一羅家英曾參與演出的兩部電影作品《國產凌凌漆》中其所飾演的角色「達聞西」，以及《西遊記大結局之仙履奇緣》的電影台詞。

## 每集內容
| 集數 | 播映日期 | 主題       | 嘉賓              |
| ---- | -------- | ---------- | ----------------- |
| 1    | 8月12日  | 闖入寶島   | 陳希希            |
| 2    | 8月13日  | 文藝之旅   | 姜沛芯            |
| 3    | 8月14日  | 棒球較技   | 林羿禎（琳妲）    |
| 4    | 8月15日  | 美女授課   | 林欣樺            |
| 5    | 8月16日  | 大自然接觸 | 賴靖雯            |
| 6    | 8月19日  | 遇見女神   | 張楚珊            |
| 7    | 8月20日  | 感受地震   | 陳一妞            |
| 8    | 8月21日  | 人不貌相   | 李萍（DJ Queena） |
| 9    | 8月22日  | 小寨風情   | 黎沐喬            |
| 10   | 8月23日  | 日式台灣   | 周宜霈（大牙）    |
| 11   | 8月26日  | 阿里山下   | 杜若妍            |
| 12   | 8月27日  | 台南小吃   | 姜冪              |
| 13   | 8月28日  | 墾丁玩水   | 張若錡            |
| 14   | 8月29日  | 擁抱海洋   | 陳語媃（愛語莎）  |
| 15   | 8月30日  | 最後一戰   | 李花              |

## 大事記
- 2019年8月4日：電視台就本節目舉行記者招待會[1][2]。

## 相關事件

### 羅家英涉打嘉賓屁股
於節目第13集中，主持之一的羅家英以手打女嘉賓張若錡的屁股作為獨木舟比賽的懲罰，引起傳媒關注。
身為羅家英妻子的藝人汪明荃於接受傳媒訪問時亦提及相關事件，表示她也不太知情，不清楚他這樣做的目的是否配合節目需要；又表示製作方安排他與年輕女嘉賓一同參與節目拍攝，只是引起觀眾逗笑罷了。
另其於該集中，在練習划獨木舟時亦不慎撞及兩名泳客。縱使他事後已經多番向泳客致歉，但最終亦逃不過教練訓話。

## 外部連結
- ViuTV：臺灣文西Only You （页面存档备份，存于）

| 香港 ViuTV 星期一至五 23:00－23:30                  | 香港 ViuTV 星期一至五 23:00－23:30                        | 香港 ViuTV 星期一至五 23:00－23:30           |
| --------------------------------------------------- | --------------------------------------------------------- | -------------------------------------------- |
|                                                     | 臺灣文西 Only You （2019年8月12日－2019年8月30日）        |                                              |
| 對不起 標籤你 II （2019年7月15日－2019年8月9日）    | 花姐ERROR遊 2 （2019年9月2日－2019年9月27日）             |                                              |
| 香港 ViuTV 星期二至六（星期一至五深夜）00:00－00:30 |                                                           |                                              |
| 玩·謝我阿婆（重播） （2022年3月1日－2022年3月12日） | 臺灣文西 Only You（重播） （2022年3月15日－2022年4月2日） | 點相（重播） （2022年4月5日－2022年4月23日） |